# 希利謝烏-霍里亞鄉
48°02′N 26°15′E / 48.033°N 26.250°E
希利謝烏-霍里亞鄉（羅馬尼亞語：Comuna Hilișeu-Horia, Botoșani），是羅馬尼亞的鄉份，位於該國東北部，由博托沙尼縣負責管轄，面積60平方公里，海拔高度166米，2007年人口3,659，人口密度每平方公里61人。